# Ligne D11 de la navette fluviale de Budapest
Pour les articles homonymes, voir D11.
La ligne D11 de la navette fluviale de Budapest est une des trois lignes du réseau fluviale de Budapest. Elle relie le sud de la ville au nord par le Danube.

## Stations
|  |   |  | Station                             | Desserte          | Correspondances                   |
|  | - |  | ----------------------------------- | ----------------- | --------------------------------- |
|  | o |  | Müpa – Nemzeti Színház H            | 9e arr.           | 1 23 23E 54 55 179                |
|  | o |  | Haller utca                         | 9e arr.           |                                   |
|  | o |  | Egyetemváros – A38                  | 11e arr.          | 4 6 153 154B 212                  |
|  | o |  | Boráros tér H (Petőfi híd)          | 9e arr.           | 2 4 6 15 23 23E 54 55 115 212     |
|  | o |  | Szent Gellért tér M (Szabadság híd) | 11e arr.          | 19 41 47 47B 49 56 56A 7 133E     |
|  | o |  | Petőfi tér (Erzsébet híd)           | 5e arr.           | 2 5 7 8E 15 108E 110 115 133E 178 |
|  | o |  | Batthyány tér M+H                   | 1er arr., 2e arr. | 19 41 11 39 109 111               |
|  | o |  | Jászai Mari tér (Margit híd)        | 5e arr., 13e arr. | 2 4 6 75 76 9 26 91 191 226 291   |
|  | o |  | Margitsziget, Centenáriumi emlékmű  | 13e arr.          | 26 226                            |
|  | o |  | Népfürdő utca (Árpád híd)           | 13e arr.          | 1 15 26 34 106 115                |
|  | o |  | Meder utca                          | 13e arr.          | 15 105                            |
|  | o |  | Újpest, Árpád út                    | 4e arr.           | 104 104A 122 196 204              |